# Fire Island
Fire Island ist eine Barriereinsel, etwa 48 km lang und 1 km breit, in Suffolk County am südlichen Ufer von Long Island im US-Bundesstaat New York.
Sie wird von Long Island durch die bis zu 11 km breite Great South Bay, einen natürlichen Hafen, getrennt. Die Insel und die Ferienorte sind hauptsächlich über die zahlreichen Fähren erreichbar, welche die Great South Bay durchqueren, oder über private Wasserfahrzeuge. Ein kleiner Teil der Insel am westlichen Ende ist von Long Island aus über den Robert Moses Causeway (auch bekannt als Captree Causeway) erreichbar; das östliche Ende kann über die New York State Route 46 angefahren werden. Eine durchgehende Straße über die ganze Insel gibt es nicht.
Fast die gesamte Insel steht unter Naturschutz: Bis auf die westlichen 8 km bildet sie den Fire Island National Seashore. Im Westen bildet sie den Robert Moses State Park, der einer der beliebten Erholungsorte der Region um New York ist.
Der Fire Island Leuchtturm ist eine weithin sichtbare Sehenswürdigkeit, gleich östlich des Robert Moses State Park.

## Die Einwohner von Fire Island

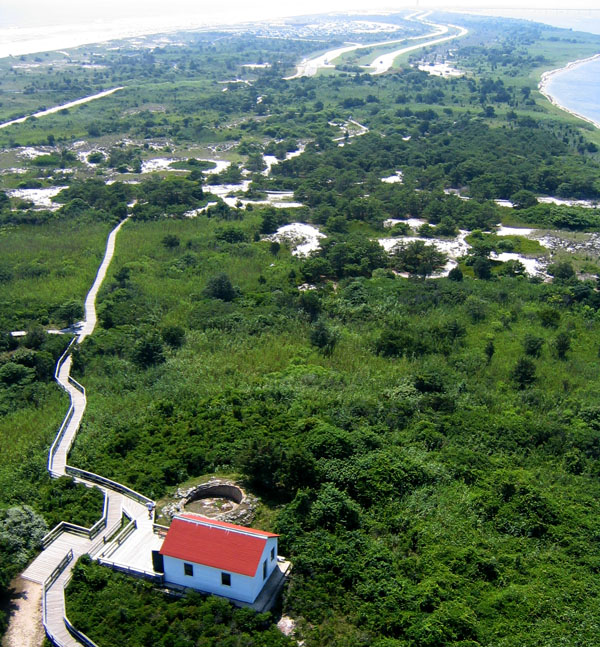
Blick auf den westlichen Teil Fire Islands vom Leuchtturm aus

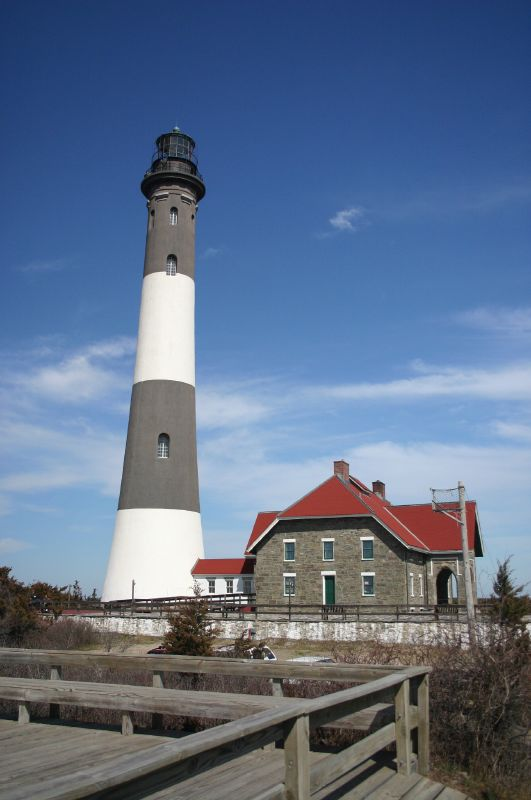
Der Leuchtturm

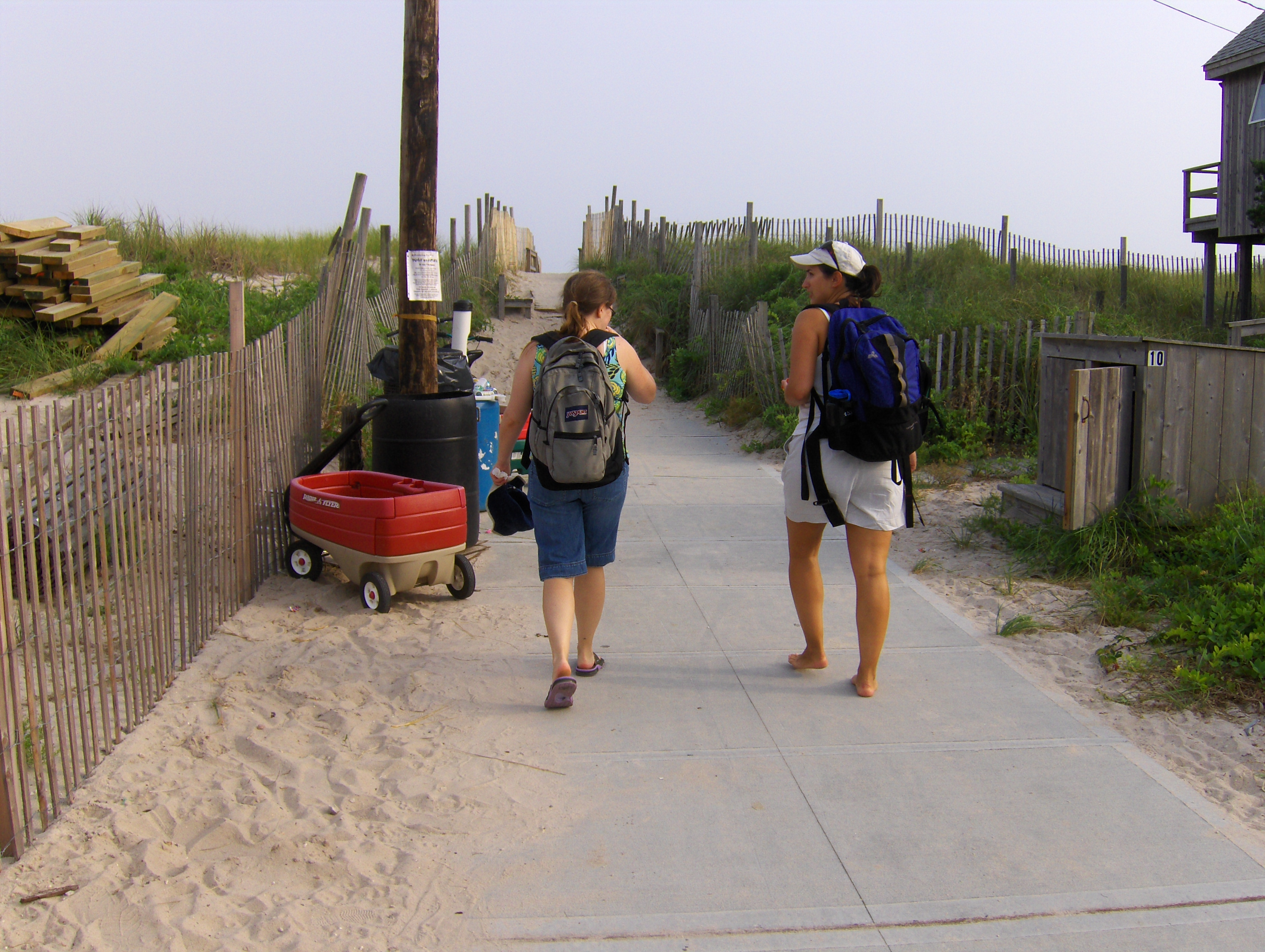
Weg in Kismet. In den meisten Weilern gibt es keine Straßen, sondern nur Wege

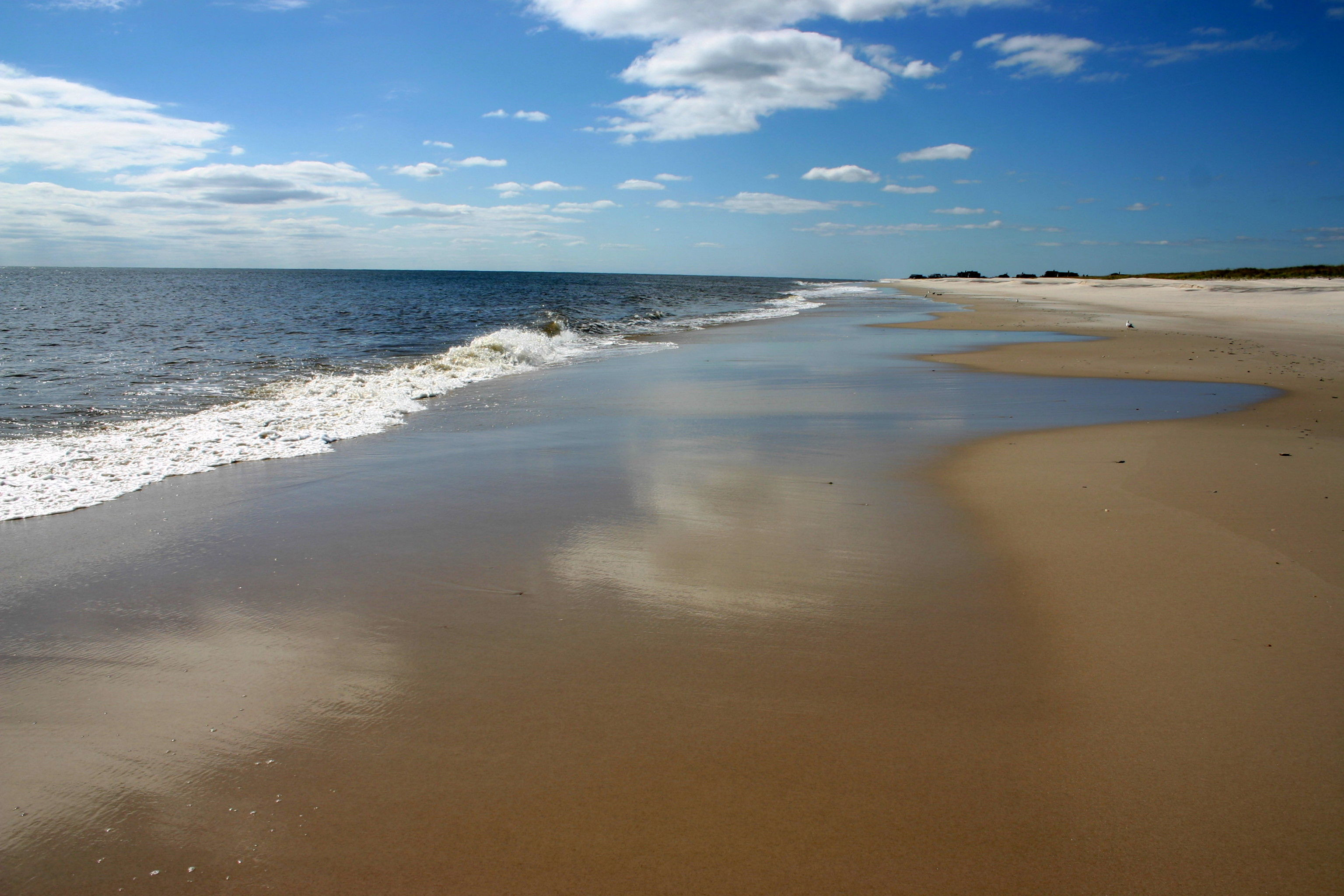
Sandstrand auf Fire Island

Die Gemeinden von Ocean Beach und Saltaire, innerhalb des Fire Island National Seashore, sind während der Reisesaison im Sommer (Memorial Day bis Labor Day) autofreie Zone und erlauben nur Fußgänger- und Radverkehr. In Ocean Beach gelten diese Regelungen jedoch nur stundenweise. Es gibt einige Fahrerlaubnisse für ganzjährige Bewohner und Lieferanten außerhalb der Saison.
Fire Island weist auch eine Anzahl Siedlungen (Weiler) ohne eigene kommunale Rechtsformen auf. Zwei dieser Weiler, bekannt als Fire Island Pines und Cherry Grove haben den Ruf, ein populäres Ausflugsziel für homosexuelle Urlauber zu sein.

## Historisches
Nachdem in den 1930er Jahren einige Stürme in der früher noch längeren Barriereinsel Öffnungen (z. B. Moriches Inlet) schufen und die Insel aufteilten, änderten sich die Strömungen zwischen dem offenen Meer und dem Inlandsgewässer hinter den Barriereinseln. Verstärkt durch den Bau von Wellenbrechern, welche diese Öffnungen für Sportschiffe aufrechterhalten sollten, ist Stranderosion zunehmend ein Problem.
Der avantgardistische Poet Frank O’Hara wurde am 25. Juli 1966 versehentlich getötet, als er am Strand von einem Dünen-Buggy überfahren wurde. In seinem Roman Lennon ist tot schildert der deutsche Schriftsteller Alexander Osang Fire Island und seine Bewohner und macht die Insel zu einem zentralen Ort der Romanhandlung.
Auf Fire Island bildete sich eine der ersten signifikanten Gay Communitys heraus. Die Village People widmeten der Insel ein Lied auf ihrer ersten LP und in den 1970er Jahren war die Insel für ihre „Tea dance partys“ am Sonntag um 17 Uhr berühmt, wo auch DJs auflegten. Diese taten es gerne, da das schwule Publikum experimentierfreudiger war und man so neue Platten oder Abfolgen leichter ausprobieren konnte, ohne gleich alle Tanzfreudigen zu vergrämen. Zusammen mit den von vielen Schwulen besuchten In-Clubs in der Stadt wurde dort ein Teil der Disco-Geschichte geschrieben.

## Örtlichkeiten

### Orte

#### Weiler und Gemeinden im westlichen Teil
- Atlantique
- Bayberry Dunes
- Cherry Grove
- Corneille Estates
- Davis Park/Ocean Ridge
- Dunewood
- Fair Harbor
- Fire Island Pines
- Kismet
- Lonelyville
- Ocean Bay Park
- Ocean Beach – Die Gemeinde Ocean Beach
- Point O'Woods
- Robbins Rest
- Saltaire – Die Gemeinde Saltaire
- Seaview
- Water Island
- West Fire Island – Insel in der Great South Bay

#### Weiler im östlichen Teil
- Long Cove
- Watch Hill – mit einem von vier Besucherzentren des Naturparks

### Parks
- Fire Island National Seashore
- Robert Moses State Park – Ein Naturpark am westlichen Ende der Insel unter der Verwaltung des Bundesstaates New York.

### Gewässer
- Fire Island Inlet – Der Raum zwischen dem westlichen Ende von Fire Island und Jones Beach Island, der es Wasserkraftfahrzeugen erlaubt, von der Great South Bay in den Atlantischen Ozean zu fahren.
- Moriches Inlet – Eine kleine Wasserstraße am östlichen Ende der Insel, welche Great South Bay bzw. Moriches Bay mit dem Atlantischen Ozean verbindet (erst 1931 durch eine Sturmflut entstanden).
- Great South Bay – Das Gewässer zwischen Fire Island und Long Island. Die Nordgrenze von Fire Island.
- Atlantischer Ozean – Die Südgrenze von Fire Island.